# Ramla
Ramla (hebr. ‏רַמְלָה‎; arab. ‏الرملة‎ Ar-Ramla, wymowa lokalna Ramle) – miasto położone w Dystrykcie Centralnym w Izraelu.

## Położenie
Miasto leży na równinie Szaron, w odległości 12 kilometrów od Morza Śródziemnego. Tworzy wraz z położonym na północy miastem Lod jedną aglomerację, luźno związaną z obszarem metropolitalnym Gusz Dan.
W jego otoczeniu znajduje się miasto Lod, miasteczko Be’er Ja’akow, moszawy Jad Rambam, Macliach, Jaszresz i Nir Cewi, kibuc Necer Sereni, cementownię Nesher Israel Cement Enterprises Ltd. oraz ośrodek Izraelskiego Instytutu Badań nad Biologią.

## Demografia
Zgodnie z danymi Izraelskiego Centrum Danych Statystycznych w 2008 w mieście żyło 65,3 tys. mieszkańców, z czego 73,4% przez Żydów, 22,9% Arabów (w tym muzułmanów i chrześcijan) oraz 3,7% innych narodowości. Ramla jest centrum Judaizmu Karaimi w Izraelu.
Zgodnie z danymi Izraelskiego Centrum Danych Statystycznych w Ramli w 2000 było 21 tys. zatrudnionych pracowników i 1700 pracujących na własny rachunek. Pracownicy otrzymujący stałe pensje zarabiali w 2000 średnio 4300 NIS, i otrzymali w ciągu roku podwyżki średnio o 4,4%. Przy czym mężczyźni zarabiali średnio 5200 NIS (podwyżka o 3,3%), a kobiety zarabiały średnio 3300 NIS (podwyżka o 6,3%). W przypadku osób pracujących na własny rachunek średnie dochody wyniosły 4900 NIS. W 2000 roku w Ramli było 1100 osób otrzymujących zasiłek dla bezrobotnych i 5600 osób otrzymujących świadczenia gwarantowane.
Populacja miasta pod względem wieku:
| Wiek (w latach) | Procent populacji w % |
| --------------- | --------------------- |
| 0-4             | 9,7%                  |
| 5-9             | 9,3%                  |
| 10-14           | 8,2%                  |
| 15-19           | 7,7%                  |
| 20-29           | 17,4%                 |
| 30-44           | 19,1%                 |
| 45-59           | 16,2%                 |
| ponad 60        | 12,4%                 |

Źródło danych: Central Bureau of Statistics.

## Historia
Arabski geograf Al-Jakubi (?-897) w swojej książce „Ta’arich al-Jakubi” napisał, że miasto Raml zostało założone w 716 przez kalifa Sulajmana ibn Abd al-Malika. Ramla była wówczas stolicą arabskiej pod-prowincji Palestyny (arab. جند فلسطين, Dżund Filastin), wchodzącej w skład prowincji Syrii (arab. الشام, asz-Szam). Rozwojowi miasta sprzyjało korzystne położenie na skrzyżowaniu ważnych szlaków handlowych prowadzących z Egiptu do Syrii oraz z Jerozolimy na wybrzeże. Miasto posiadało mury obronne. W VIII wieku Umajjadzi wybudowali w mieście Biały Meczet, który został okrzyknięty jako najświętszym w Palestynie po Jerozolimie.

Arabski podróżnik Al-Mukaddasi (zm. 988) opisał Ramlę w czasie jej największego rozkwitu:

jest to dobrze zbudowane i piękne miasto; woda jest dobra i w obfitości; liczne owoce. Będąc położone pośrodku pięknych wsi i wielkich miast, łączy w sobie różnorakie zalety z bliskością miejsc świętych. Handel dobrze prosperuje, a targowiska są doskonałe... chleb jest najlepszy i najbielszy. Dobre ziemie dają najsoczystsze owoce. To miasto stoi wśród bogatych pól, jest otoczone murem miejskim...

. Okres dobrobytu zakończył się wraz ze zdobyciem miasta w XI wieku przez Krzyżowców. Miasto weszło w skład Hrabstwa Jafy i Aszkelonu, będącego wasalem Królestwa Jerozolimskiego. Krzyżowcy zidentyfikowali Ramlę jako biblijne miasto Ramata, z którego sprawował swoje sądy Samuel (występuje w 1Sam 2,11 w przekładach Biblii.), i zmienili jej nazwę na Arimathea. Miasto nadal odgrywało dużą rolę gospodarczą i było ważnym miejscem postoju pielgrzymów wędrujących do Jerozolimy. Ramla zajmowała także ważne miejsce w systemie obronnym Królestwa Jerozolimskiego, kontrolując przechodzące tędy strategiczne szlaki handlowe. Doszło tutaj do trzech kolejnych bitew z wojskami muzułmańskimi.
Około 1163 żydowski podróżnik Beniamin z Tudeli opisał Ramlę:

Jak wynika z napisów na kamieniach, mury zostały wzniesione przez naszych ojców. Obecnie w mieście żyje tylko trzech Żydów; ale niegdyś było znaczące, ponieważ sąsiedni cmentarz żydowski ma rozmiary dwóch mil

 W XII wieku Ramla przeszła pod panowanie Arabów, a w 1517 weszła w skład Imperium Osmańskiego. Miasto było wówczas zrujnowane i liczyło niewielu mieszkańców. W dniu 14 stycznia 1546 Ramlę zniszczyło wielkie trzęsienie ziemi. W 1548 w Ramli żyło 528 rodzin muzułmańskich i 82 rodziny chrześcijańskie. 2 marca 1799 Ramlę zajął francuski generał Napoleon Bonaparte, który umieścił siedzibę swojego sztabu we franciszkańskim Hospicjum św. Nicodema i św. Józefa.

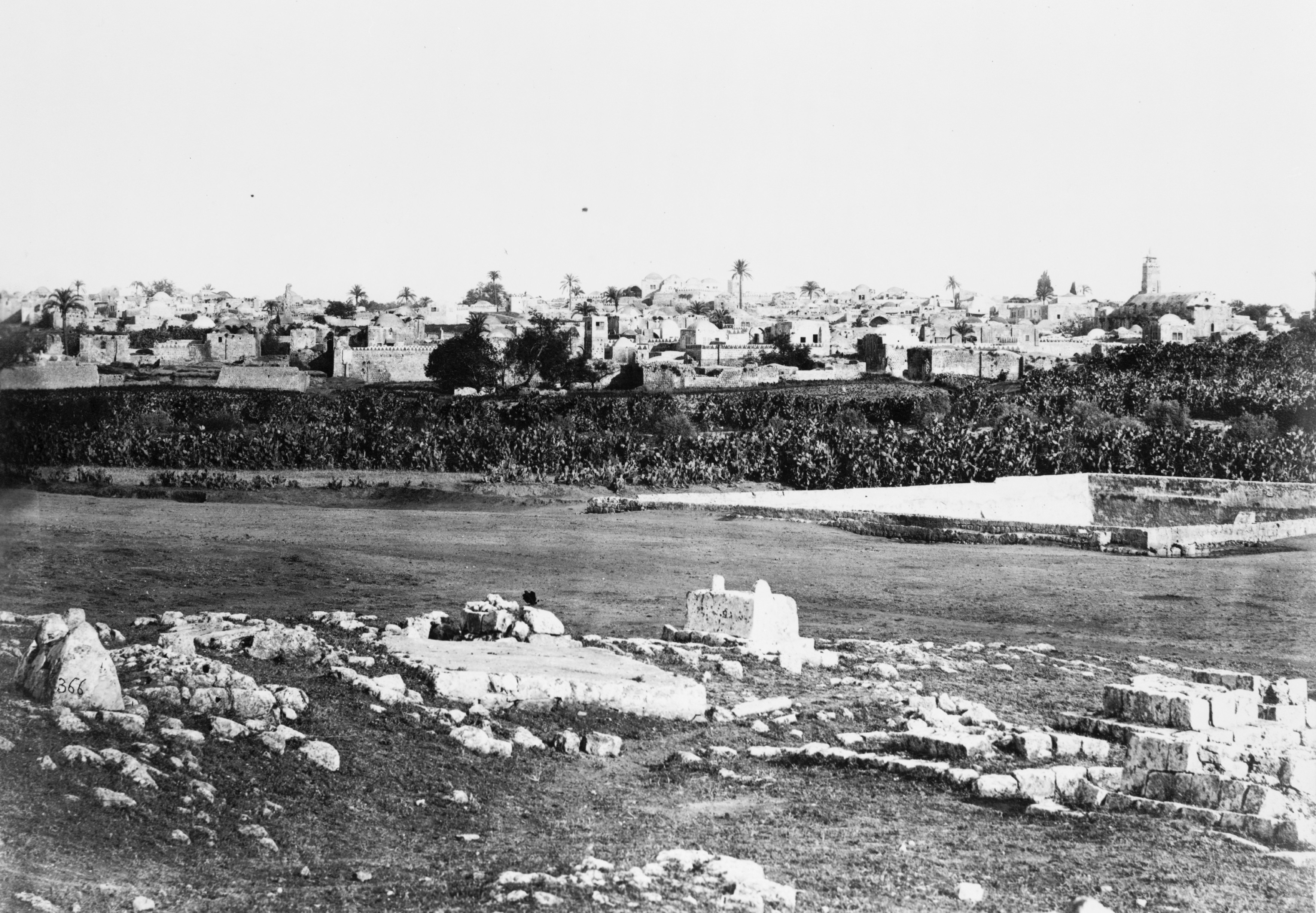
Ramla przed 1885

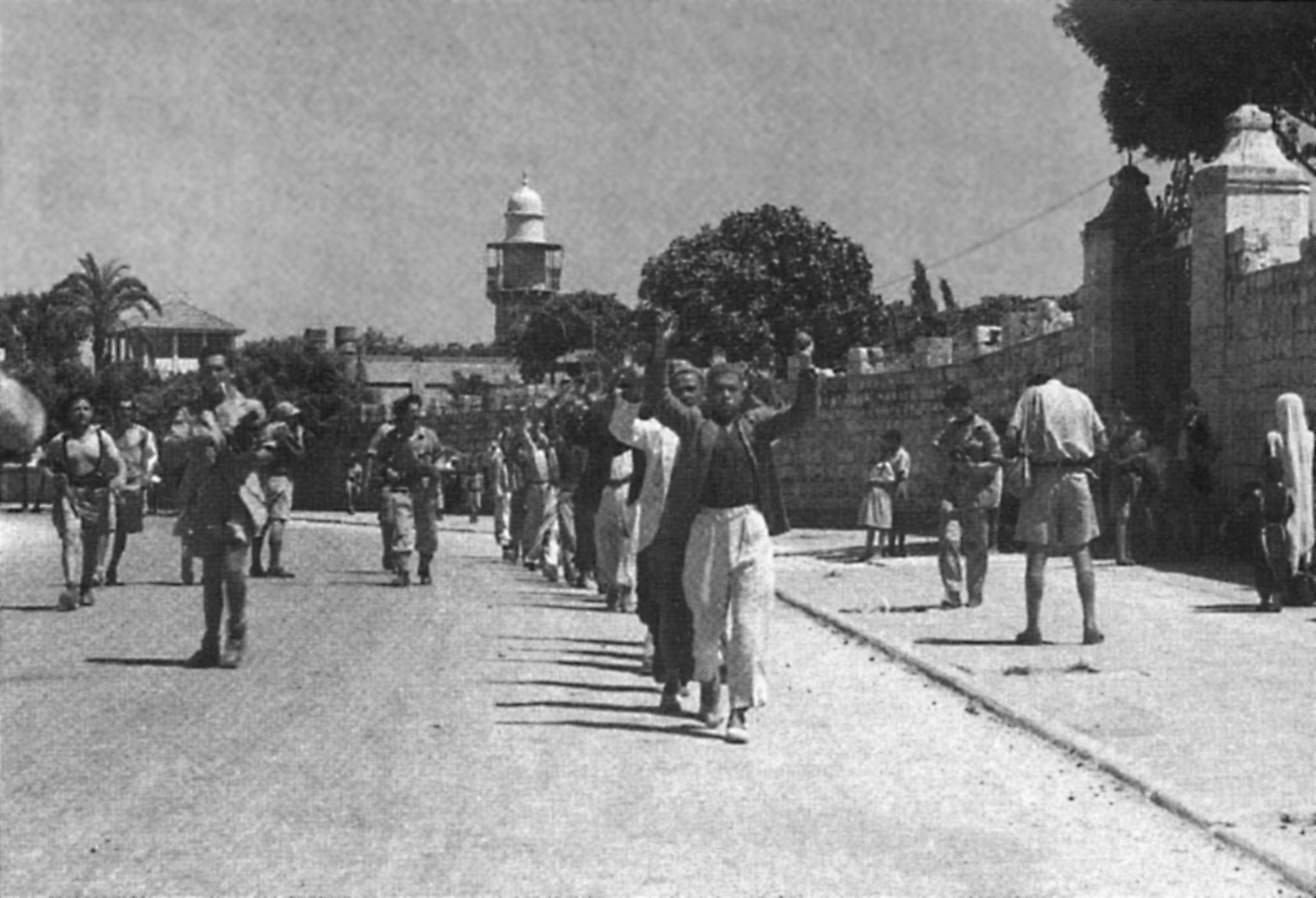
Arabscy jeńcy na ulicach Ramli

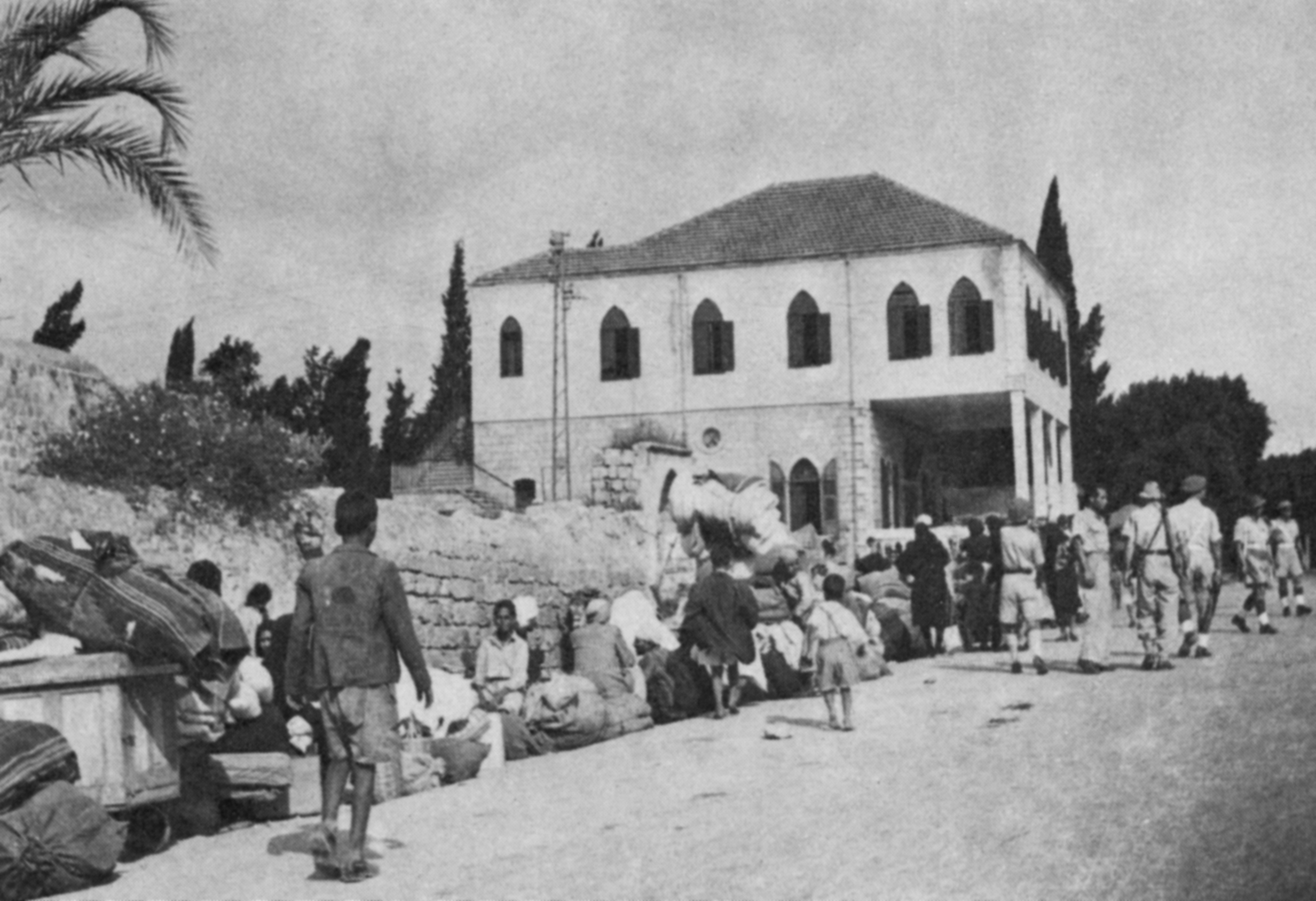
Exodus mieszkańców Ramli

Ponowny rozwój miasta rozpoczął się dopiero pod koniec XIX wieku. Pod koniec 1917 Ramla wraz z całą Palestyną przeszły pod panowanie brytyjskie. Gdy w 1920 utworzono Mandat Palestyny w mieście mieszkało 11 900 muzułmanów i 3260 chrześcijan. W latach 1920–1947 burmistrzem miasta był szejk Mustafa Khairi.

Decyzją rezolucji Zgromadzenia Ogólnego ONZ nr 181 z 29 listopada 1947, miasto Ramla miało wejść w skład arabskiego państwa w Palestynie. Brak dobrej woli osiągnięcia pokojowego porozumienia doprowadził do wybuchu wojny domowej w Mandacie Palestyny, podczas której arabskie milicje działające z Ramli paraliżowały żydowską komunikację w całym regionie. W ramach odwetu członkowie żydowskiej organizacji Irgun 18 lutego 1948 zdetonowali bombę na rynku w Ramli. W zamachu zginęło 7 mieszkańców, a 45 zostało rannych. Podczas I wojny izraelsko-arabskiej w lipcu 1948 Izraelczycy przeprowadzili operację Danny. W dniu 12 lipca zajęli miasto Ramlę. Rankiem 13 lipca izraelskie dowództwo nakazało przymusową ewakuację mieszkańców miast Lidda i Ramla. Cywile szli pieszo ponad dziewiętnaście kilometrów w bardzo dużym upale, niosąc na rękach swój dobytek i dzieci. Ludzie najpierw porzucali dobytek, następnie umierały osoby starsze, schorowane i dzieci. Zginęło około 350 osób. Dopiero po dotarciu do jordańskich linii, cywile byli przewożeni ciężarówkami do Ramallah. W ciągu dwóch dni w ten sposób wysiedlono około 50 tys. mieszkańców. W Liddzie i Ramli pozostało zaledwie 2,3 tys. Arabów. Izraelski historyk Benny Moris napisał:

Wszyscy Izraelczycy, którzy byli świadkami wydarzeń, zgodzili się by wypędzenie odbyło się pod palącym lipcowym słońcem, co powiększyło cierpienia uchodźców, szczególnie z Lyddy... Wielu było ograbionych z kosztowności przez żołnierzy na posterunkach przy drodze przy wyjeździe z miasta. Sto cywilów zmarło od upału, wyczerpania, odwodnienia...”

 Władze izraelskie usprawiedliwiały się, że była to strategiczna konieczność wynikająca z potrzeby umocnienia pozycji obronnych i dlatego musiano usunąć z tych miejsc ludność arabską. Wiele lat później Icchak Rabin wyraził żal z powodu tego wydarzenia.
Po tych dramatycznych wydarzeniach pozostałe opuszczone arabskie domy zajęli żydowscy imigranci masowo napływający do Izraela. W ten sposób w lutym 1949 w Ramli mieszkało już ponad 6 tys. Żydów (w większości z Francji), a przed 1972 populacja doszła do 34 tys. mieszkańców. W 1952 rząd izraelski wywłaszczył Arabów w Ramli z ziemi, bez informowania ich o tym (odkryli to w 1955). W dniu 31 maja 1962 w więzieniu w Ramli stracono nazistowskiego zbrodniarza wojennego Adolfa Eichmanna.

### Nazwa
Nazwa miasta pochodzi od arabskiego słowa raml oznaczającego piasek.

## Symbole
Oficjalny herb miasta składa się z zębatego koła (symbolizującego rozwój przemysłu), gałązki oliwnej (symbolizującej pokój i braterstwo mieszkańców, oraz przypominającej, że w przeszłości gaje oliwne stanowiły najważniejszą gałąź lokalnej gospodarki) oraz gwiazdy Dawida (podkreśla żydowską tożsamość miasta). Pod spodem widnieje nazwa miasta napisana w języku hebrajskim: רמלה.
Miasto nie posiada oficjalnej flagi. W razie potrzeby używa się pomarańczowej flagi z herbem.

## Polityka
| Burmistrz               | Lata sprawowania urzędu |
| ----------------------- | ----------------------- |
| Mustafa al-Rafiq Hariri | 1920-1947               |
| Meyer Teaches           | 1950–1965               |
| Jehuda Stein            | 1965–1971               |
| Es Levi                 | 1971–1972               |
| Aaron Abuhatssira       | 1972–1977               |
| Joel Lavie              | 1993-                   |

Ramla jest stolicą administracyjną Dystryktu Centralnego.

### Współpraca międzynarodowa
Lod posiada siedem miast partnerskich: Moers w Niemczech (1987), Vaughan w Kanadzie (1993), Kansas City w Stanach Zjednoczonych (1998), Dyneburg na Łotwie (2003), Mekelie w Etiopii (2010), Czelabińsk w Rosji (2010) oraz Kielce w Polsce (2011).

## Architektura

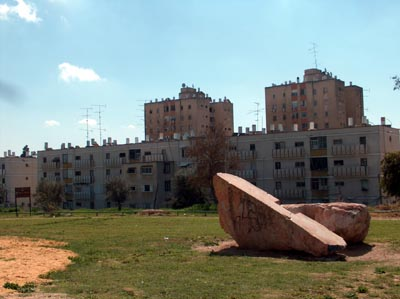
Nowoczesne osiedla mieszkaniowe w Ramli

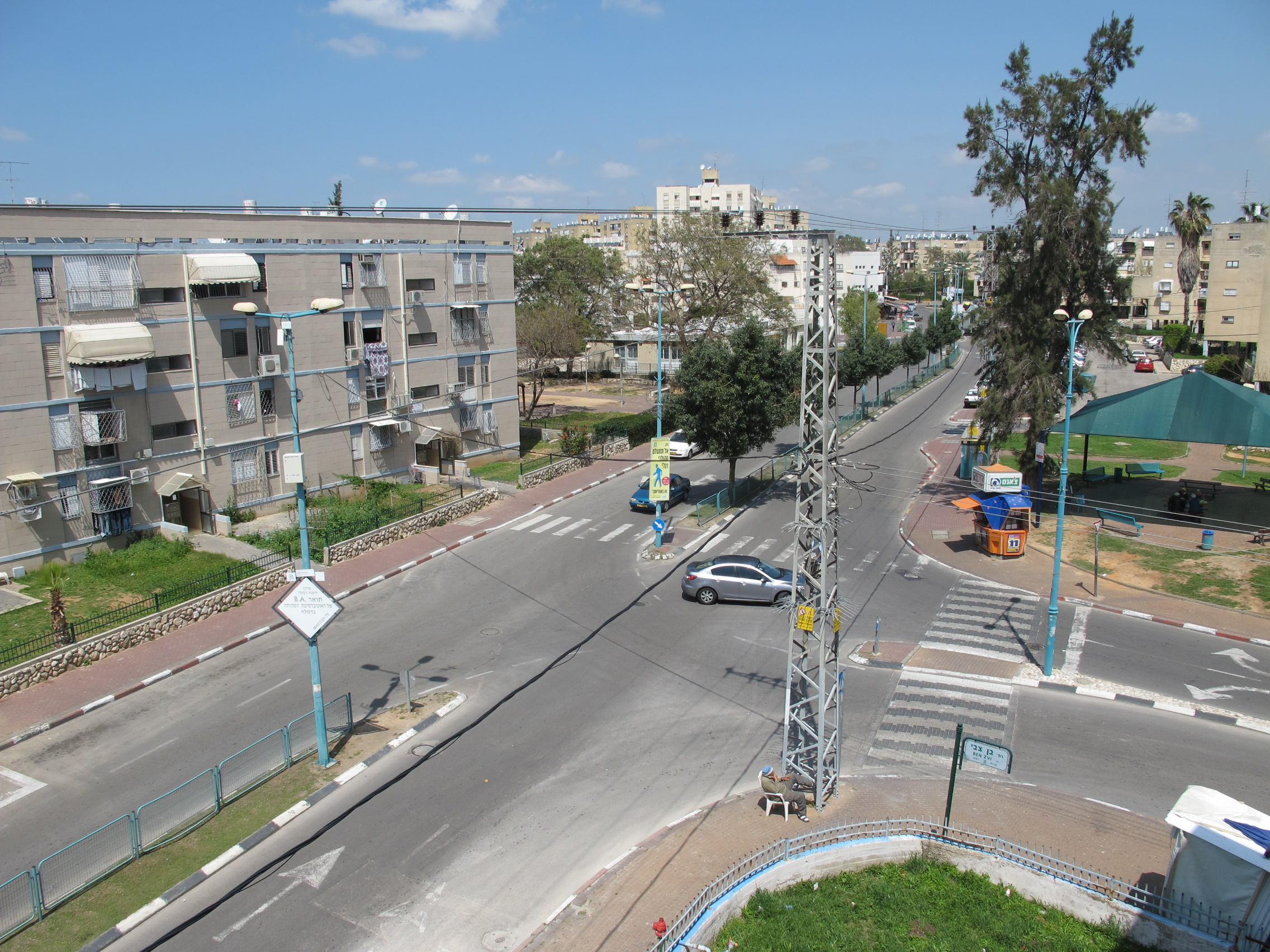
Typowa współczesna zabudowa Ramli

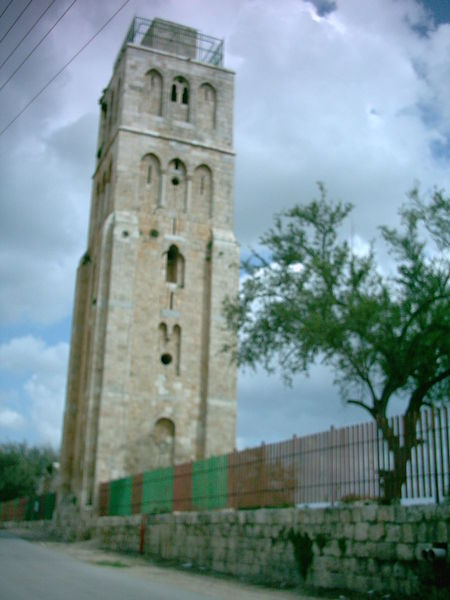
Biała Wieża w Ramli

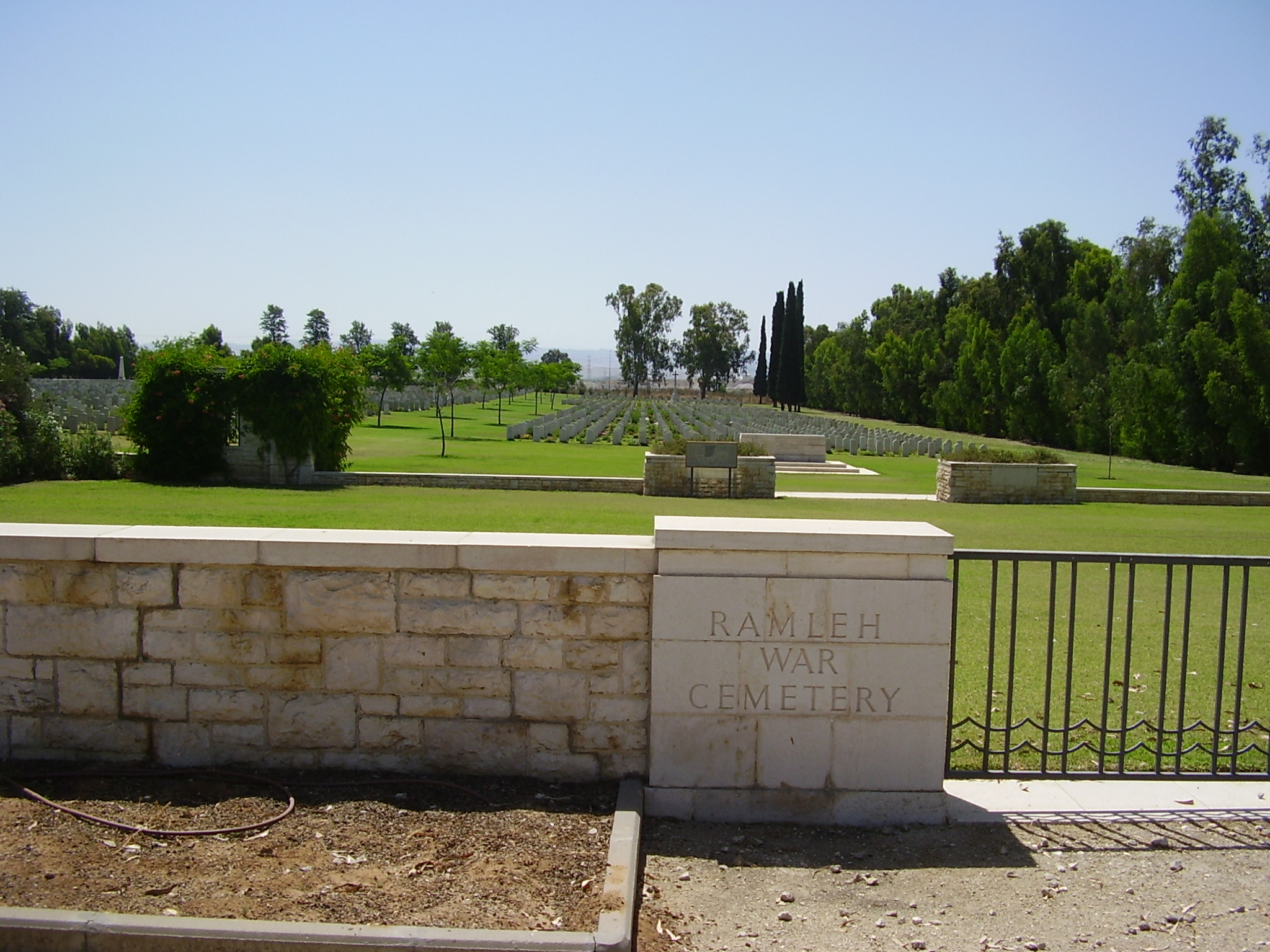
Brytyjski cmentarz wojenny w Ramli

Najstarszą częścią Ramli jest Stare Miasto, w którym znajduje się największa ilość zabytków. Mieszka tutaj także największa liczba społeczności arabskiej.
W mieście są liczne współczesne osiedla mieszkaniowe: Kiriat HaOmanim, HaSzoftim Południowe, HaSzoftim Północne, Neve Meir, Neot Icchak Rabin, Ganei Dan, Jawarisz, Neve Jehonatan, Eszkol, Weizmann, Giwat Hadar, Ramat Dan, Gijora, Neve Ram, Neve Dawid, Kiriat Menachem Begin i Miszkanot.

### Zabytki
Największą atrakcją turystyczną Ramli jest wybudowana w XIII wieku Biała Wieża, którą pierwotnie dobudowano jako minaret do Białego Meczetu (arab. al-Masjid al-Abyad). Sam meczet wybudował kalif Sulajman w VIII wieku. Wieża posiada sześć pięter, a na jej szczyt prowadzą kręcone schody o 119 stopniach.
Obok można podziwiać pozostałości Białego Meczetu oraz wielkiej cysterny na wodę, o powierzchni ok. 500 m² wzniesionych około 800 roku. Cysterna jest przykryta specjalnym kamiennym sklepieniem składającym się z 24 kamieni. Jest tak zbudowana, że jednocześnie wodę mogły pić 24 wielbłądy.
Przy głównej ulicy miasta znajduje się Hospicjum Św. Nikodema i Św. Józefa z Arymatei. Budynek jest łatwo rozpoznawalny po jego kwadratowej wieży z zegarem. Należał on do franciszkanów i był używany przez Napoleona Bonapartego jako sztab dowództwa, gdy usiłował w 1799 podbić Palestynę.
W Ramli znajduje się największy brytyjski cmentarz wojenny w Izraelu. Ogółem jest tutaj pochowanych około 6 tys. żołnierzy poległych podczas I wojny światowej (3 608 Brytyjczyków, 528 Hindusów, 416 Turków, 272 Polaków, 94 Nowozelandczyków, 77 Francuzów, 71 Australijczyków, 41 Włochów i inni).

## Gospodarka
Współczesna Ramla przyciągnęła wiele zakładów przemysłowych, wliczając w to zakłady farmaceutyczne, produkujące papierosy, materiały budowlane, cementownie, urządzenia telekomunikacyjne oraz elektryczne dla przemysłu samochodowego. Jest tu także cementownia Nesher Israel Cement Enterprises Ltd.
Ważną rolę w lokalnej gospodarce odgrywa turystyka.

## Transport
Miasto jest otoczone przez autostrady i drogi ekspresowe. Z miasta można wyjechać trzema wyjazdami na północ na drogę ekspresową nr 44 (Holon–Eszta’ol), lub czterema wyjazdami na południe i wschód na drogę ekspresową nr 40 (Kefar Sawa–Ketura). Można nimi dojechać do przebiegającej na południe od miasta autostradę nr 431 (Riszon le-Cijjon-Kefar Szemu’el) lub przebiegającą na wschodzie autostrady nr 6. Drogą nr 434 można dojechać do położonego na północy miasta Lod.
W południowo-wschodniej części miasta znajduje się stacja kolejowa Ramla, skąd można pojechać pociągami Rakewet Jisra’el do Jerozolimy i Bet Szemesz oraz do Lod, Tel Awiwu, Bene Berak, Petach Tikwa, Rosz ha-Ajin i Kefar Sawa.

## Kultura
Muzeum Ramli znajduje się w budynku byłych brytyjskich władz mandatowych. Po 1948 mieściły się w nim biura izraelskich władz, a w 2001 przeznaczono go na muzeum regionalnej historii.

## Edukacja
W mieście znajduje się 40 szkół, w tym 23 szkoły podstawowe i 18 szkół średnich. Uczęszcza do nich 12 888 uczniów, w tym 7337 do szkół podstawowych i 5551 w szkołach średnich. Średnia uczniów w klasie wynosi 27 osób.
Wśród szkół jest tutaj średnia szkoła arabska Makif Ramla Lod, religijne centrum technologiczne Amit, szkoła technologiczna Amal, konserwatorium miejskie, oraz college Ramla.
Są tu także centra edukacji religijnej Chabad of Afekah i Chabad of Ramla.

## Turystyka
W maju 2006 w Ramli odkryto jaskinie Ayalon. Odkrycia dokonano na terenie kamieniołomów używanych przez zakłady Nesher Industries. Długość podziemnych korytarzy wynosi 2,7 km, a głębokość 100 metrów. Jest to druga co do wielkości jaskinia w Izraelu. Posiada ona wyjątkowy ekosystem.

## Sport
W mieście znajduje się stadion do piłki nożnej, hala koszykarska, basen pływacki i korty tenisowe. Ważną drużyną jest kobieca drużyna koszykarska Ramla.